# Lyambiko
Lyambiko (* 1978 als Sandy Müller in Greiz in Thüringen) ist eine deutsche Jazzsängerin.

## Leben und Wirken
Die Sängerin Lyambiko (bürgerlich Sandy Müller), deren Künstlername der Nachname ihres aus Tansania stammenden Vaters ist, ist in einer musikalisch aktiven Familie aufgewachsen. Bereits ihr Großvater war in den 1930er Jahren Mitglied einer Jazzcombo und ihr Vater betätigte sich als Sänger sowohl im Kirchenchor wie auch in Jazz/Worldmusic Bands. In ihrer Kindheit genoss Lyambiko Unterricht in Saxophon, Klarinette und klassischem Gesang und spielte unter anderem in der Big Band der Musikschule als Tenorsaxophonistin. Mit 17 Jahren gründete Lyambiko ihre erste Band als Sängerin (Folk, Pop, Blues) und nahm als jüngste Teilnehmerin an einem Bandcontest teil, bei dem sie ihre erste Studioaufnahme gewann.
Nach einer längeren musikalischen Pause zog Lyambiko 1999 nach Berlin. Im Rahmen der Vorbereitung zur Aufnahmeprüfung zur Hochschule für Musik erhielt sie Gesangs- und Klavierunterricht und erarbeitete sich ein kleines Repertoire an Jazzstandards. Es folgten erste Konzerte in Berliner Jazzclubs mit verschiedenen Besetzungen und ein regelmäßiges Engagement „Lyambiko – Strange Fruit“ im Duo mit Gitarre. Durch eine Empfehlung des Sängers Mark Murphy erhielt Lyambiko im April 2000 die Möglichkeit zu einem Auftritt im renommierten Berliner Jazzclub A-Trane.
Ab April 2001 ist nach Lyambiko das gleichnamige Quartett benannt, mit dem sie ihre Konzerttätigkeit auf Deutschland, später auch auf die europäischen Nachbarländer und die USA ausweitete.
Neben ihren Jazz-Projekten arbeitete die Sängerin 2007 erstmals gemeinsam mit einem Kinder- und Jugendchor an einem Programm mit afrikanischer Musik.
Als „Sängerin des Jahres“ national gewann Lyambiko mit „Something Like Reality“ den Echo Jazz 2011.

## Lyambiko (Band)
Ursprünglich bestand die gleichnamige Band aus dem US-amerikanischen Pianisten Marque Lowenthal, dem kanadischen Bassisten Robin Draganic, dem deutschen Schlagzeuger Torsten Zwingenberger und der afrodeutschen Sängerin Lyambiko. Am Schlagzeug wird sie neuerdings von Heinrich Köbberling unterstützt. 2018 gehörten neben Draganic und Lyambiko Pianist Stephan König und Gitarrist Thomas Brendgens-Mönkemeyer zur Gruppe.
Die Band hatte ihren ersten Auftritt im April 2001 und ist seitdem ständig auf Tour im In- und Ausland. Sie spielen Swing, Latin und Soul Jazz, darunter viele Standards.
Die ersten beiden Alben erschienen beim Hamburger Jazzlabel Nagel Heyer Records, danach wechselten sie zu Sony BMG. Das Album Shades of delight kam bis auf Platz 2 der deutschen Jazzcharts. Die Alben Lyambiko, eine Sammlung schmeichelnder Jazzstandards, und Love … And Then wurden vom Deutschen Phonoverband jeweils mit einem Jazz Award ausgezeichnet. Im Februar 2007 erschien die CD Inner Sense, zu der Lyambiko erstmals auch zwei eigene Songs beisteuerte. Das Album beinhaltet neben zwei Cover-Versionen aus der Pop-/Rockmusik nur Originalkompositionen. Die CD „Saffronia“ (Sony BMG) ist eine Hommage an Nina Simone.

## Diskografische Hinweise
- Out of this mood (2002)
- Shades of delight (2003)
- Lyambiko (2005)
- Love … and then (2006)
- Inner Sense (2007)
- Saffronia (2008)
- Something Like Reality (2010)
- Lyambiko sings Gershwin (2012)
- Muse (2015)
- Love Letters (2017)
- My Favourite Christmas Songs (2018)
- Berlin – New York (2019)